# Jean Eric Von Baden
Jean Eric Von Baden (født 1976 i København), er en dansk DJ, Eventmager, Promoter, Booker og Konceptudvikler, der især i 00'erne var et særdeles kendt ansigt i Københavns natteliv.
Jean voksede op i et hårdt alkoholiseret miljø, hvor faren døde, da han var seks, og moren døde, da han var 14 år. Allerede dengang hørte han Kim Schumacher og drømte sig ind i en anden verden i nattelivet.
Karrieren startede i 90'erne på diskotek X-ray i København som gogodanser, hvor han skabte sit første alter ego, figuren Happy Space Boy. Derefter lånte han 30.000 kroner af nogle af sine gangstervenner, og fik stablet sit første arrangement på benene. Tropical Love Groove hed festen, og gæstefordelingen af rige mennesker, homoseksuelle, kreative, unge, jetset og voyeurs krydret med DJ's og perfomance blev en kæmpe succes, og har været opskriften på alle Jeans events lige siden.
Det hele toppede med et medejerskab af den legendariske natklub NASA i Boltens Gård i København, der i 00'erne var omdrejningspunktet for det københavnske jetset, med prominente gæster som Kronprins Frederik, Puff Daddy, Robbie Williams og Prince.
Jean von Badens legendestatus i nattelivet har inspireret flere kunstnere til at lade ham indgå i deres egne udgivelser - blandt andet i Morten Vammens dokumentarserie Vinderne, i filmen Øjet i Natten af samme samt i rapperen Jokerens sang JunkieGøglerCirkusliv fra albummet Den Tørstige Digter, hvor man hører verset: "...Det hedder natklub, bøssebar, værtshus / i en stærk rus / aldrig på lavt blus / for jeg fester ligesom Jean von Baden / det' os der har den..." Derudover var Jean en af de første danskere der fik en decideret facebook fanside uden at være decideret kendis.
Udgiver i dag musik med producer og dj-partner ’Mashti’ Nordheim.
Dannede desuden tidligere par med James Bond-pigen Cecilie Thomsen.

## Udgivelser
- Man of Trouble (2013)
- Hold U Back (2014)
- Ethnology (2016)

## Events
- Fruit
- Spy
- Club Lækker
- DJ for Kongehuset
- Copenhagen Fashion Week